# Élections législatives cambodgiennes de 1972
Les élections législatives cambodgiennes de 1972 se déroulent le 3 septembre 1972. Les Cambodgiens sont appelés à retourner aux urnes à la suite de l'élection présidentielle de juin, ayant vu la victoire du maréchal Lon Nol.

## Contexte
Pour ces élections législatives, Lon Nol, qui regrettait que le scrutin présidentiel n’ait pas donné lieu à un plébiscite « sihanoukien », changea la loi électorale avec l’aide de son frère, le colonel Lon Non. La capitale cambodgienne, qui avait majoritairement voté contre le maréchal se retrouvait désavantagée au profit de secteurs qui en fait n’étaient plus sous domination républicaine et dont l’électorat se limitait de ce fait aux réfugiés des camps contrôlés par l’armée. De plus, l’assemblée fut étendue de 82 à 126 sièges pour tenir compte de la croissance démographique, mais en occultant que les bureaux de vote ne seraient pas accessibles à une partie importante de la population.
Les militants des trois figures marquantes de la république s’organisaient en partis politiques pour pouvoir se présenter devant les électeurs. In Tam concourait sous la bannière d’une réincarnation du Prachéathipatei (« parti démocrate »), alors que les fidèles de Sirik Matak se regroupaient au sein du Sathéaranak Rath (« parti Républicain »). Une troisième formation, le Sangkum Sathéaranak Rath (« parti socio-républicain »), officiellement créé par Lon Non, apparaissait rapidement comme le parti du maréchal-président bien que celui-ci se soit déclaré au-dessus des partis. Enfin deux petits partis, le Pracheachon (« parti du peuple »), qui n’avait rien à voir avec l’ancienne vitrine légale du parti communiste du Kampuchéa, et Sattrey (« parti des femmes ») apparaissaient pour beaucoup d’observateurs comme des créations de Lon Non afin de diviser l’opposition. Très vite, la campagne électorale se limita à des échanges d’attaques personnelles par le biais des organes de presse des différentes factions.
Au bout d’un moment, il apparaissait clair que le scrutin avait toutes les chances d’être émaillé d’irrégularités visant, avec le soutien de l’armée, à assurer la victoire du parti présidentiel. Les deux principales formations d'opposition décidèrent en conséquence de se retirer de la course et seules 10 circonscriptions présentèrent plusieurs candidats. Il s'ensuivit une victoire écrasante du parti socio-républicain. Dans les bureaux où l’opposition semble avoir gagné la majorité, des bulletins furent détruits alors que quelques-uns des adversaires du régime furent emprisonnés pendant le scrutin.

## Résultats
|                           |                           |           |       |        |               |
| Parti                     | Parti                     | Voix      | %     | Sièges | +/-           |
|                           | Parti social républicain  | 1 304 207 | 99,02 | 126    | Nv.           |
|                           | Pracheachon               | 12 854    | 0,98  | 0      | en stagnation |
|                           |                           |           |       |        |               |
| Suffrages exprimés        | Suffrages exprimés        | 1 317 061 | 99,36 |        |               |
| Votes blancs et invalides | Votes blancs et invalides | 8 498     | 0,64  |        |               |
| Total                     | Total                     | 1 325 559 | 100   | 126    | 44            |
| Abstention                | Abstention                | 361 341   | 21,42 |        |               |
| Inscrits / participation  | Inscrits / participation  | 1 686 900 | 78,58 |        |               |